# Pnyxiopsis aliger
Pnyxiopsis aliger är en tvåvingeart som beskrevs av Risto Kalevi Tuomikoski 1960. Pnyxiopsis aliger ingår i släktet Pnyxiopsis och familjen sorgmyggor.
Artens utbredningsområde är Finland. Arten är reproducerande i Sverige. Inga underarter finns listade i Catalogue of Life.